# Gymnodactylus
Gymnodactylus – rodzaj jaszczurek z rodziny Phyllodactylidae.

## Zasięg występowania
Rodzaj obejmuje gatunki występujące w Brazylii i być może na Trynidadzie. 

## Systematyka
Rodzaj zdefiniował w 1825 roku niemiecki przyrodnik Johann Baptist von Spix w publikacji własnego autorstwa poświęconej nowym taksonom jaszczurek zebranych podczas wyprawy do Brazylii. Gatunkiem typowym jest (oznaczenie monotypowe) Gymnodactylus geckoides.

### Etymologia
- Gymnodactylus: gr. γυμνος gumnos ‘goły, nagi’[5]; δακτυλος daktulos ‘palec’[6].
- Dasyderma: gr. δασυς dasus ‘włochaty, kosmaty, chropowaty’[7]; δερμα derma, δερματος dermatos ‘skóra’[8]. Gatunek typowy (oryginalne oznaczenie): Gonyodactylus spinulosus Fitzinger, 1843 (= Gymnodactylus geckoides Spix, 1825).

### Podział systematyczny
Do rodzaju należą następujące gatunki:
- Gymnodactylus amarali Barbour, 1925
- Gymnodactylus darwinii (Gray, 1845)
- Gymnodactylus geckoides Spix, 1825
- Gymnodactylus guttulatus Vanzolini, 1982
- Gymnodactylus vanzolinii Cassimiro & Rodrigues, 2009